# Zavelputten
De Zavelputten is een gebied in de tot de Oost-Vlaamse gemeente Zwalm behorende plaats Beerlegem, gelegen nabij de Zavelputstraat.
Gedurende geruime tijd werd en wordt hier zavel gewonnen op een zuidhelling. Hier werd een Merovingisch grafveld ontdekt dat in de jaren '50 en '60 van de 20e eeuw werd onderzocht. Hierbij werden 149 graven en later nog eens 19 graven onderzocht. Twee graven waren van rijkere personen en deze bevonden zich in een eikenhouten grafkamer. Er werd ook een paardengraf aangetroffen.